# Dominio (teología)

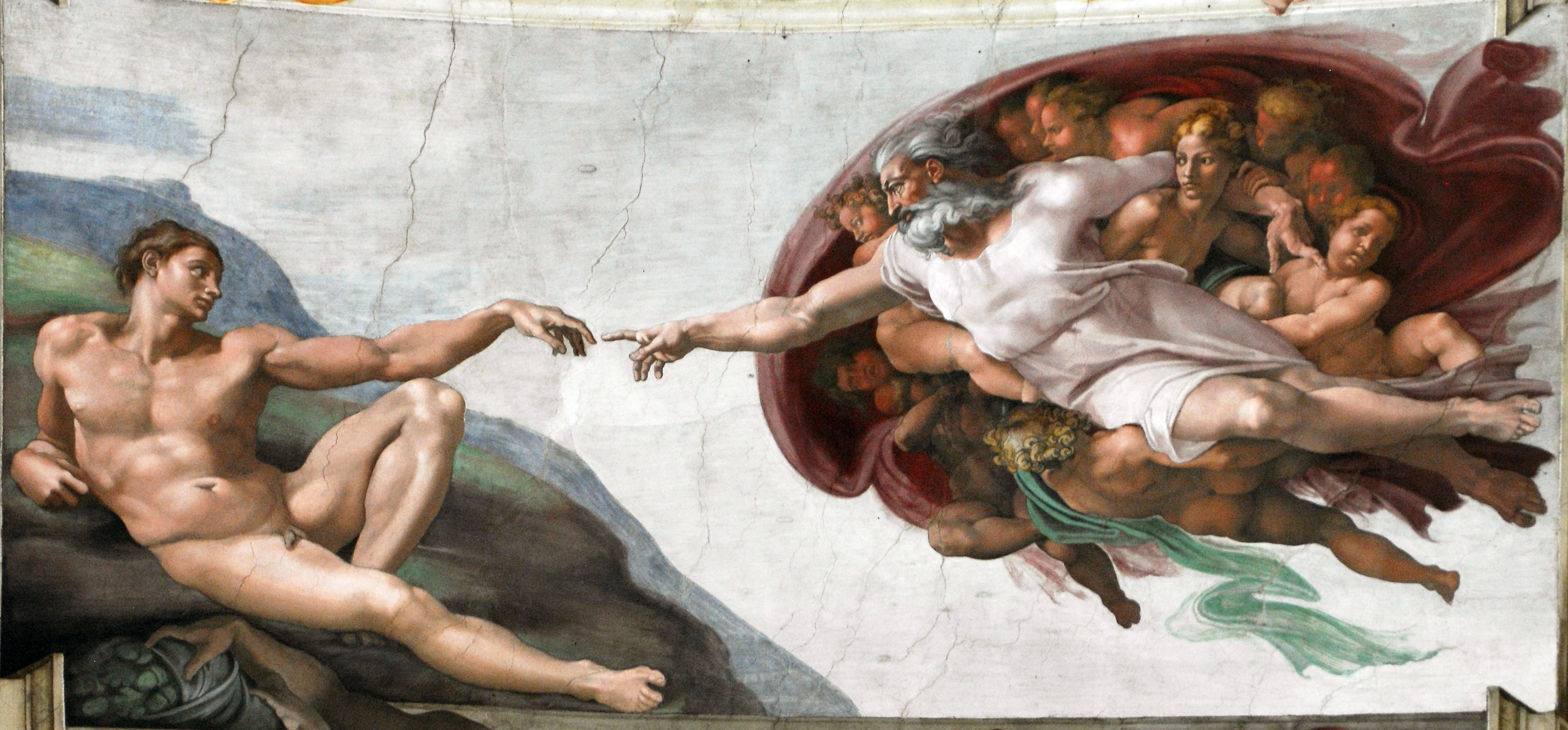
La creación de Adán por Michelangelo. El libro del Génesis se hacía eco de antiguas ideas sobre una jerarquía divina y que Dios y el ser humano tienen propiedades comunes como intelecto y sentido moral.

El capítulo primero del Génesis describe cómo Dios dio dominio sobre todos los animales, con las limitaciones establecidas por la Torá o el Antiguo Testamento. Algunas de éstas son: Comer una parte de un animal vivo (Génesis 9:4), hacer trabajar a tus animales de carga en el  Sabbath (Éxodo 20:10; 23:12), matar una vaca y su cría el mismo día (Levítico 22:28),  comer antes de dar de comer a los animales. 
- Datos: Q56323849